# Catenanuova
Catenanuova (Catinanova in siciliano) è un comune italiano di 4 493 abitanti del libero consorzio comunale di Enna in Sicilia.

## Geografia fisica

### Territorio
(Johann Wolfgang von Goethe)
Catenanuova sorge in un punto strategico fra sconfinati campi di frumento della valle del Dittaino, a 38 km da Enna in direzione est e a 35 km da Catania in direzione ovest, lungo la linea ferroviaria e l'autostrada A19 fra Palermo e Catania.

### Clima
Le temperature e le precipitazioni di Catenanuova sono registrate da una stazione meteorologica remota gestita dal Dipartimento dell'Acqua e dei Rifiuti della Regione Siciliana.
È stato descritto come il "luogo più caldo d'Europa", grazie ai 48,5 °C registrati dalla stazione meteo locale durante l'intensa e prolungata ondata di caldo dell'agosto 1999 Tale temperatura ha rappresentato per oltre vent'anni il record di caldo assoluto europeo, prima di essere superata dai +48,8 °C registrati l'11 agosto 2021 a Floridia, nel siracusano.

## Storia

Antico stemma di Catenanuova 1736-1812 e blasone delle famiglie: Riggio-Saladino e Statella-Paternò

Catenanuova venne fondata intorno al 1727-1733 dal Principe Andrea Giuseppe Riggio-Statella nel suo feudo di Melinventre secondo il volere della madre. Quest'ultima, rimasta vedova, nel proprio testamento redatto il 21 luglio 1713 richiedeva al figlio ed erede universale di fondare una nuova città "…in qual futuro tempo nel suo fegho di Melinventre si frabicasse la Terra e vi fosse fondato l'Arcipretato…" nella piccola chiesa della Sacra Famiglia, già esistente poiché edificata dopo il terremoto dell'11 gennaio 1693.

Palazzo di Città - nella piazza il monumento ad Aldo Moro

Andrea Riggio prese l'investitura del feudo di Melinventre l'8 marzo 1722 all'età di 20 anni. Essendo poco più che adolescente, attese circa un decennio prima di eseguire le volontà della madre, tanto che, nel 1726 inoltrò richiesta per la fondazione del nuovo centro urbano al re di Sicilia Carlo VI, affinché gli venisse concessa l'autorizzazione. Carlo VI, in data 11 settembre 1726, accordò la richiesta avanzata dal principe Andrea Riggio, anche se il permesso definitivo fu concesso nel 1731.
Tra il 1731 e il 1736 Catenanuova divenne un piccolo nucleo urbano ed ebbe la sua piena autonomia, il Principe dunque, fece erigere il suo palazzo che servì anche da municipio (abbattuto nel 1976 per edificare quello attuale) di fronte alla predetta chiesa, e alcune abitazioni attorno ad esso, così iniziò il processo di popolamento. Fece realizzare ampie e rette vie e nel giro di poco tempo Catenanuova assunse il ruolo di cittadina vera e propria.

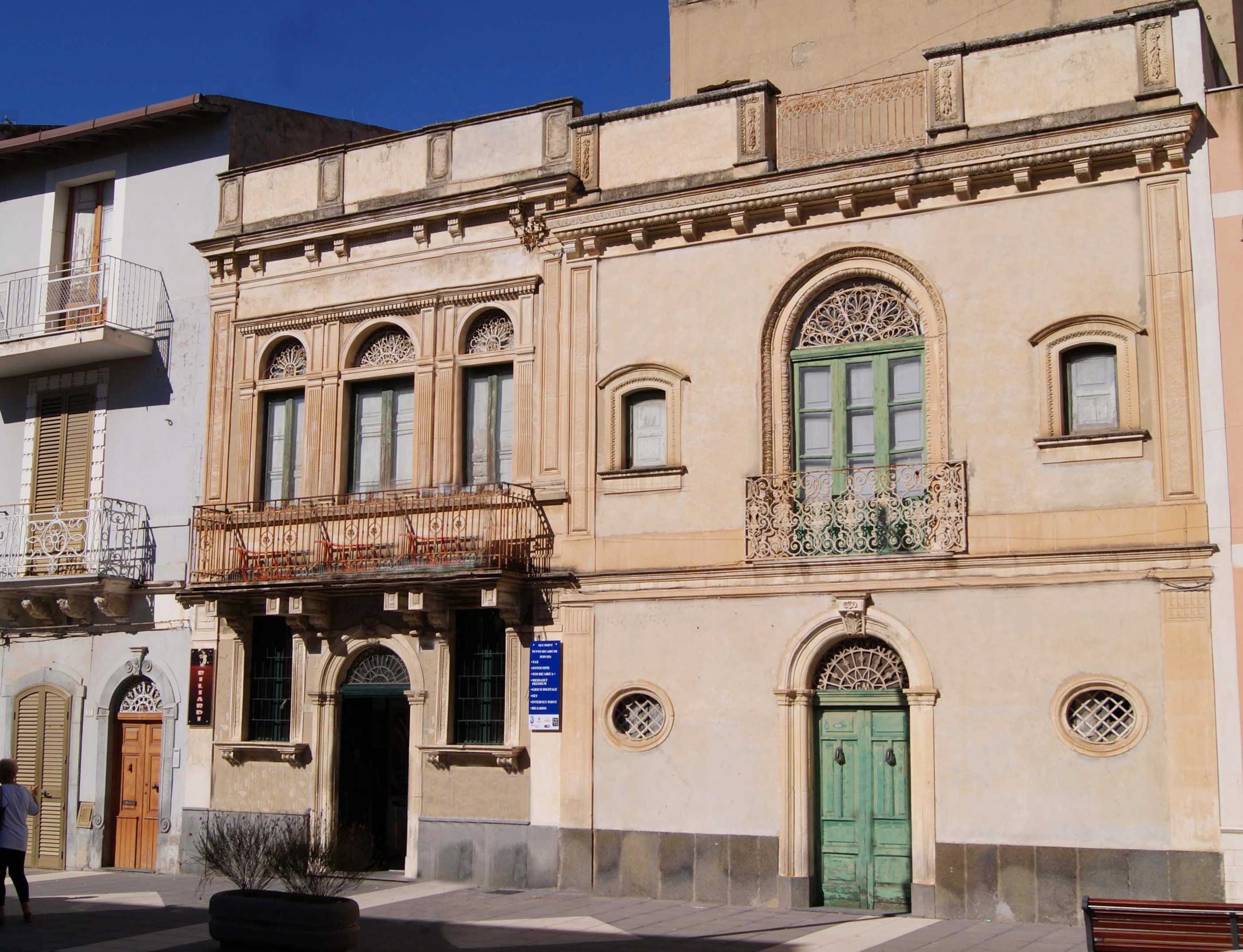
Palazzo signorile in piazza Madonna del Rosario - 1850

Il nome derivò da Aci Catena, in provincia di Catania, da cui deriva anche il casato della famiglia del fondatore, i principi della Catena, ossia principi di Aci Catena, derivante a sua volta dal culto alla Madonna della Catena. La forma siciliana tuttora in usa per indicare Aci Catena è in effetti "a Catina"; infatti inizialmente Catenanuova fu detta Terra della Nuova Catena e poi Catena la Nuova.
Lo stemma venne creato unendo quattro blasoni, rispettivamente quelli della famiglia paterna e materna del fondatore, vale a dire Riggio-Saladino e Statella-Paternò. Tale simbolo venne utilizzato come sigillo comunale dal 1736 al 1812, e inoltre venne scolpito in bassorilievo nel fonte battesimale di marmo (del 1738) e dipinto sulla base del simulacro della compatrona, Maria Santissima delle Grazie (del 1750), entrambi nella parrocchia San Giuseppe.
Altri palazzi vennero edificati nel corso del XIX secolo. Catenanuova nella seconda guerrà mondiale divenne un bunker tedesco in cui si verificò il primo caso di codardia tedesca. Il luogo abbandonato militarmente non venne bombardato come tutte le citte e paesi vicino. Per tale motivo il palazzo del principe della Catena divenne un quartier generale degli Anglo-Americani. Finita la guerra in Sicilia, il paese - profondamente arretrato e agricolo - venne modernizzato tra il 1949 e il 1953. Durante il mandato del sindaco Prospero Lo Iacona furono realizzati gli impianti fognari e l'allaccio alla rete elettrica, che sostennero lo sviluppo e l'incremento demografico del paese. Appartenne alla Provincia di Catania dalla sua nascita fino al 1926, quando Enna fu eretta capoluogo di provincia.

### Simboli
Il 7 aprile 2003 è stato concesso il nuovo stemma e il gonfalone comunale (vedi Armoriale dei Santi).
(D.P.R. 07.04.2003)
Il gonfalone è un drappo di porpora.

## Monumenti e luoghi d'interesse
Chiesa parrocchiale di San Giuseppe

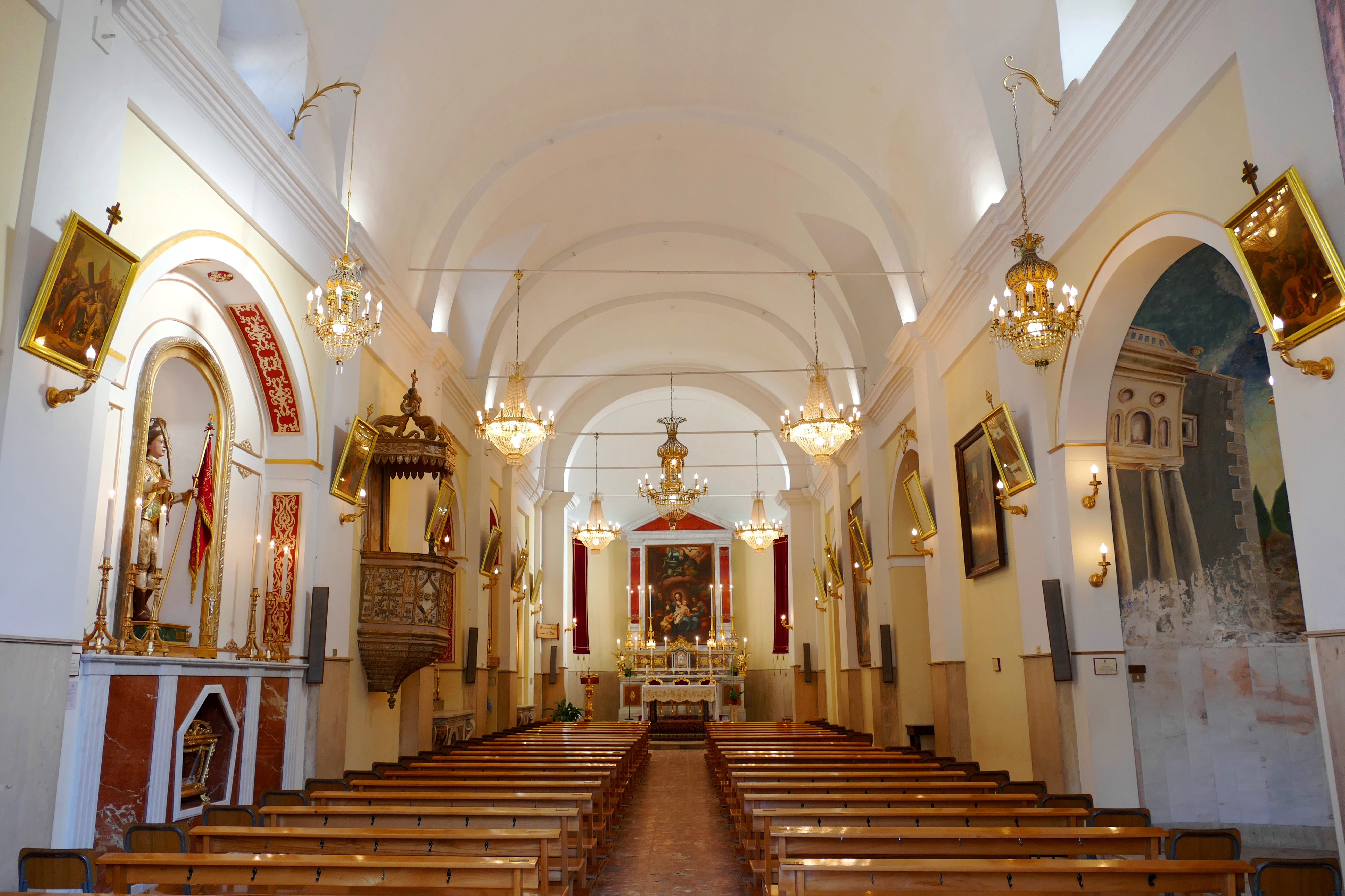
Chiesa di San Giuseppe - 1694

Si erge sulla piazza Aldo Moro, di fronte al Municipio, ed è dedicata a San Giuseppe. Venne edificata ad opera del principe Antonino Giuseppe Riggio Saladino dopo il terremoto del 1693 per le necessità del suo feudo. In seguito alla fondazione di Catenanuova completata nel 1736, la chiesa diventò parrocchia nel 1738. Inizialmente la chiesa era ad un'unica navata, intorno al 1757 venne ingrandita con l'edificazione di una navata secondaria con l'altare del Santissimo Sacramento, e nel 1767 il campanile. Intorno alla metà dell'Ottocento vennero costruite altre tre arcate così da raddoppiare l'estensione dell'edificio che ancora oggi mantiene questa struttura.
Conserva opere d'arte sacra, tra cui spicca: il dipinto della Sacra Famiglia, capolavoro dell'epoca tardo barocca; il simulacro del patrono san Prospero.
Chiesa di Maria Santissima Immacolata
La chiesa dedicata alla Beata Vergine Maria Immacolata è la seconda per importanza e grandezza tra le chiese di Catenanuova. Sorge sul corso Vittorio Emanuele III e fu edificata nel 1908 a seguito del legato testamentario di un borghese dell'epoca, Carmelo Bonanno, proprio 50 anni dopo l'apparizione della Madonna a Lourdes, avvenuta l'11 febbraio 1858.

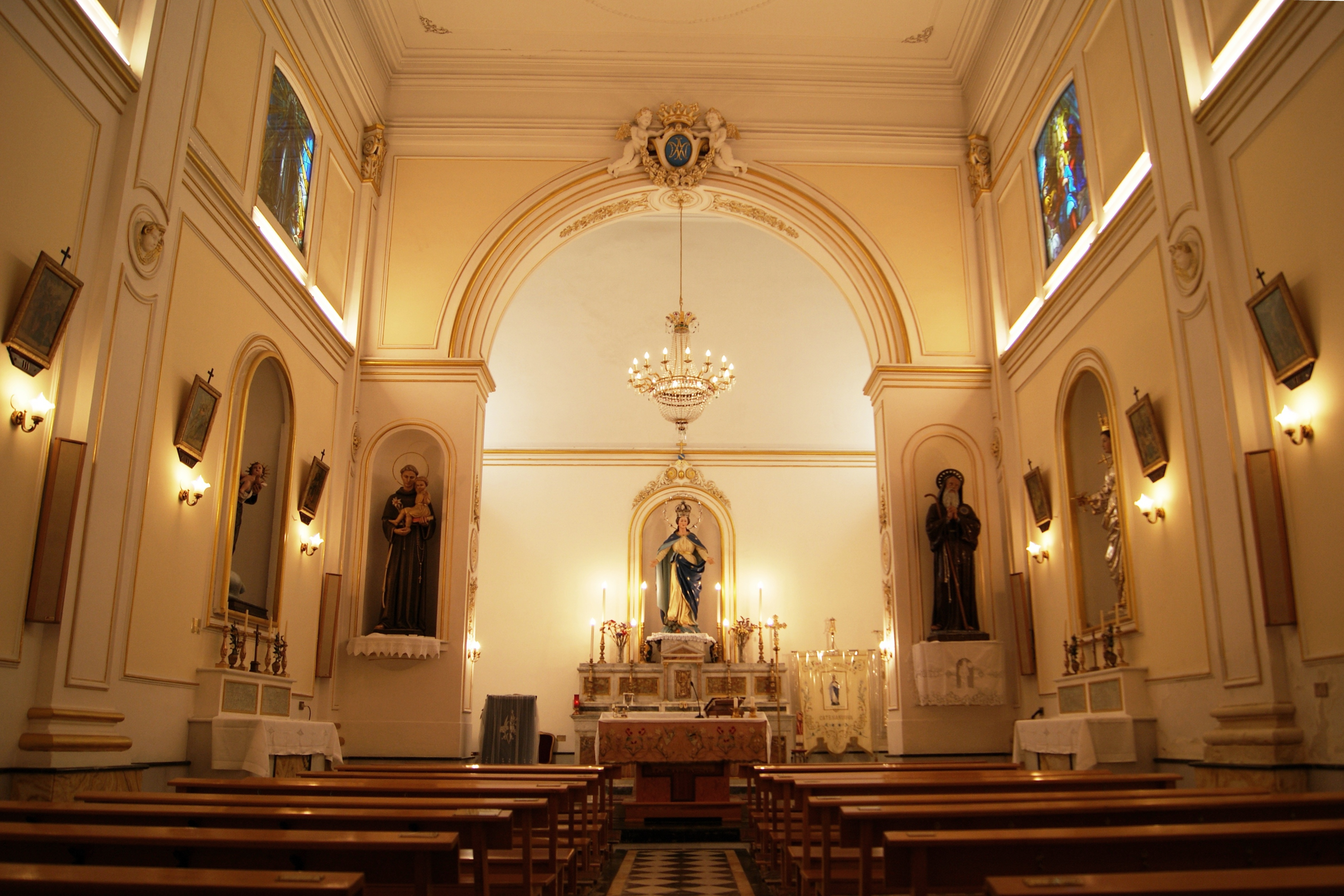
Interno della chiesa Maria SS. Immacolata

Carmelo Bonanno avrebbe avuto un'unica figlia di nome Santa, che fuggita per sposare un giovane di ceto inferiore, fu osteggiata dalla famiglia e si ammalò, morendo nel 1884. Dopo essere stato colpito da una malattia, il padre, per riparare alla severità che aveva derivato la morte della figlia, decise di lasciare tutti i suoi beni, dopo la morte della moglie, Carmela Guardali, alla parrocchia San Giuseppe per l'edificazione di una nuova chiesa, destinata ad ospitare la statua dell'Immacolata Concezione che si trovava in una nicchia esposta alle intemperie situata in contrada Vigne. 

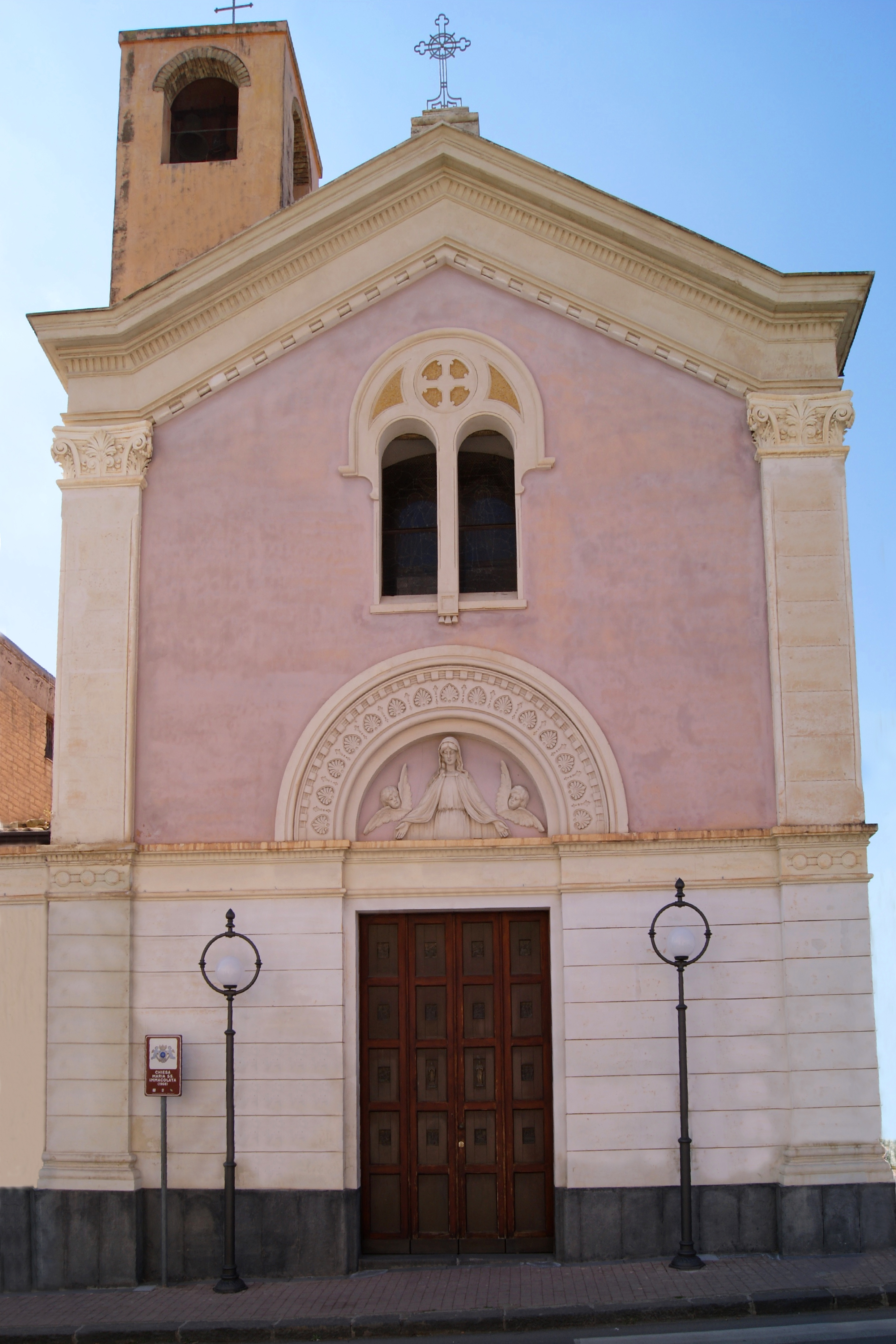
Chiesa Maria SS. Immacolata - 1908

 L'esecutore testamentario, non volle eseguire tuttavia le disposizioni del testamento. Nel 1894 il nuovo parroco della parrocchia San Giuseppe, Gioacchino Tornatore (1894-1934), rivendicò per vie giudiziarie la donazione del Bonanno, e gli eredi dell'esecutore, che nel frattempo era deceduto, furono costretti a cedere la somma richiesta per la costruzione della chiesa. Venne aperta al culto giorno 1º aprile del 1908 da monsignor Ferdinando Fiandaca, vescovo di Nicosia, divenendo così succursale della chiesa di San Giuseppe.
In una lapide posta all'interno della chiesa, a ricordo si legge:
Questo tempio, dedicato a Maria SS. Immacolata, per volontà testamentaria del cittadino Carmelo Bonanno sorse per operosità e abnegazione del parroco don Gioacchino Tornatore che dopo quasi trent'anni ne rivendicò i diritti. MCMVIII.
Verso la fine degli anni '50 del novecento è stato eretto il campanile. Nel 1994 è stata oggetto di interventi di restauro volti al miglioramento del tetto e degli interni. Oltre all'antica effigie lignea dell'Immacolata Concezione del 1870, vi si conservano pure le statue in cartapesta di san Gaetano del 1908 e san Francesco di Paola del 1930, i simulacri lignei di sant'Antonio di Padova del 2000 e di santa Lucia da Siracusa del 2004, e sei vetrate artistiche di scuola fiorentina anch'esse del 2004. Nel 2008 in occasione del suo primo centenario, è stata restaurata la facciata, e sono stati dipinti in oro gli stucchi interni.

### Altre chiese
- Chiesa di Santa Chiara, eretta nel 1930
- Santuario di Maria Santissima del Rosario di Monte Scalpello, fondato da tre monaci eremiti nel 1524, visitabile nella prima domenica di maggio e nella prima domenica di ottobre per le rispettive feste; raggiungibile dallo svincolo Catenanuova sull'autostrada A19 e proseguendo per la strada statale 192 direzione Enna.
- Chiesa del Cimitero, fine XIX secolo.

### Architetture civili
Fondaco Cuba
Il fondaco Cuba è una locanda degli inizi del XVIII secolo, edificio dichiarato di interesse storico-artistico dalla soprintendenza ai beni culturali ed ambientali di Enna. Per la sua storia, si tratta del più antico edificio di Catenanuova.

### Aree naturali
Parco San Prospero

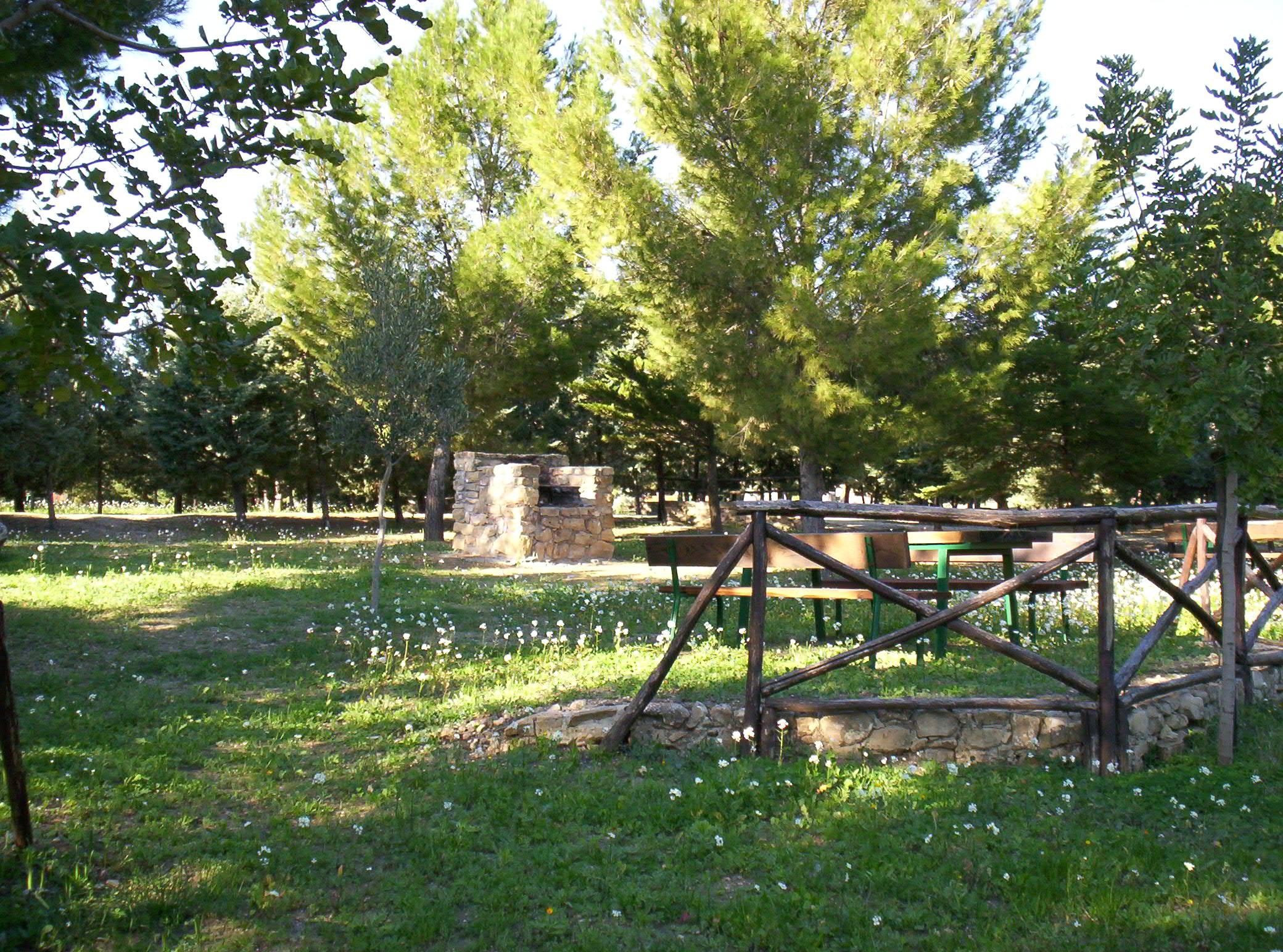
Scorcio del Parco San Prospero

Il Parco San Prospero di Catenanuova è così denominato perché, fino al 1985, con il ricavato del raccolto effettuato in esso gli amministratori comunali finanziavano la festa del patrono san Prospero martire.
Il 12 settembre 1985, il Comune stipulò una convenzione con l'Ispettorato Ripartimentale delle Foreste di Enna, per far nascere un'area verde attrezzata, unica nel comprensorio. Esso si estende per 4 ettari di terreno con oltre duemila alberi, e si trova in contrada Censi, nella parte alta di Catenanuova; è molto ricco di abeti, cipressi, pini, e altre specie di alberi, i quali suddividono l'intera area in quattro parti uguali, contornati da vialetti, di cui una adibita a giochi per bambini, e le altre tre a salotti completi di mense per scampagnate, e soprattutto di barbecue in pietra.

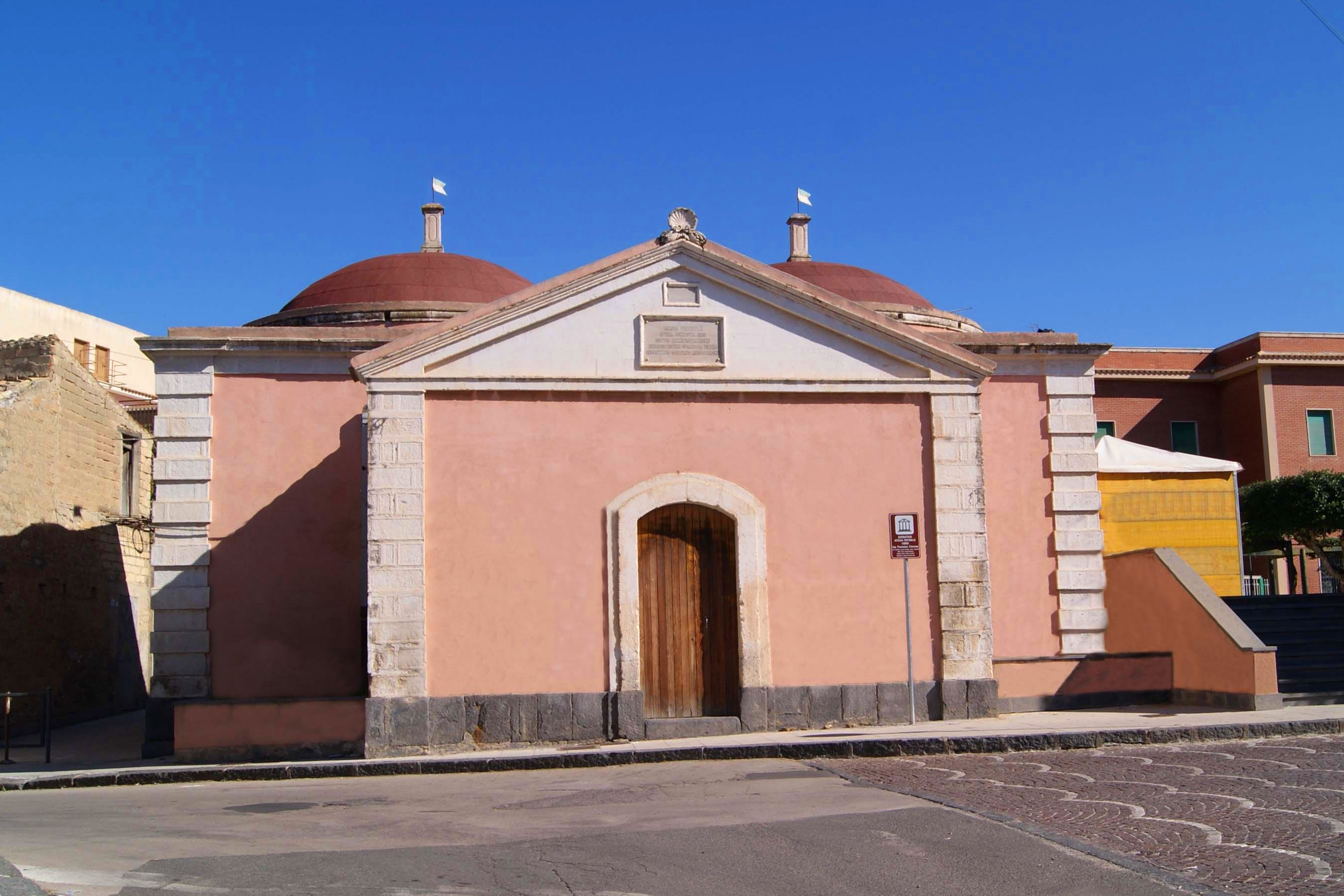
antico serbatoio d'acqua potabile, 1899 - Ing. Francesco Clarenza

### Altri luoghi d'interesse
- Serbatoio idrico (vasche), del 1899
- Calvario, inizi del XX secolo
- Monumento ai caduti, del 1951

## Società

### Evoluzione demografica
Abitanti censiti

### Tradizioni e folclore
La più importante festa di Catenanuova è quella in onore dei Santi Patroni San Prospero martire e Maria Santissima delle Grazie, che si svolge ogni anno dalla penultima all'ultima domenica di settembre.
La festa fu istituita nel 1752 dal fondatore di Catenanuova, Andrea Giuseppe Riggio-Statella principe della Catena, che portò nella cittadina le reliquie del martire Prospero, estratte dalle catacombe di San Callisto di Roma.

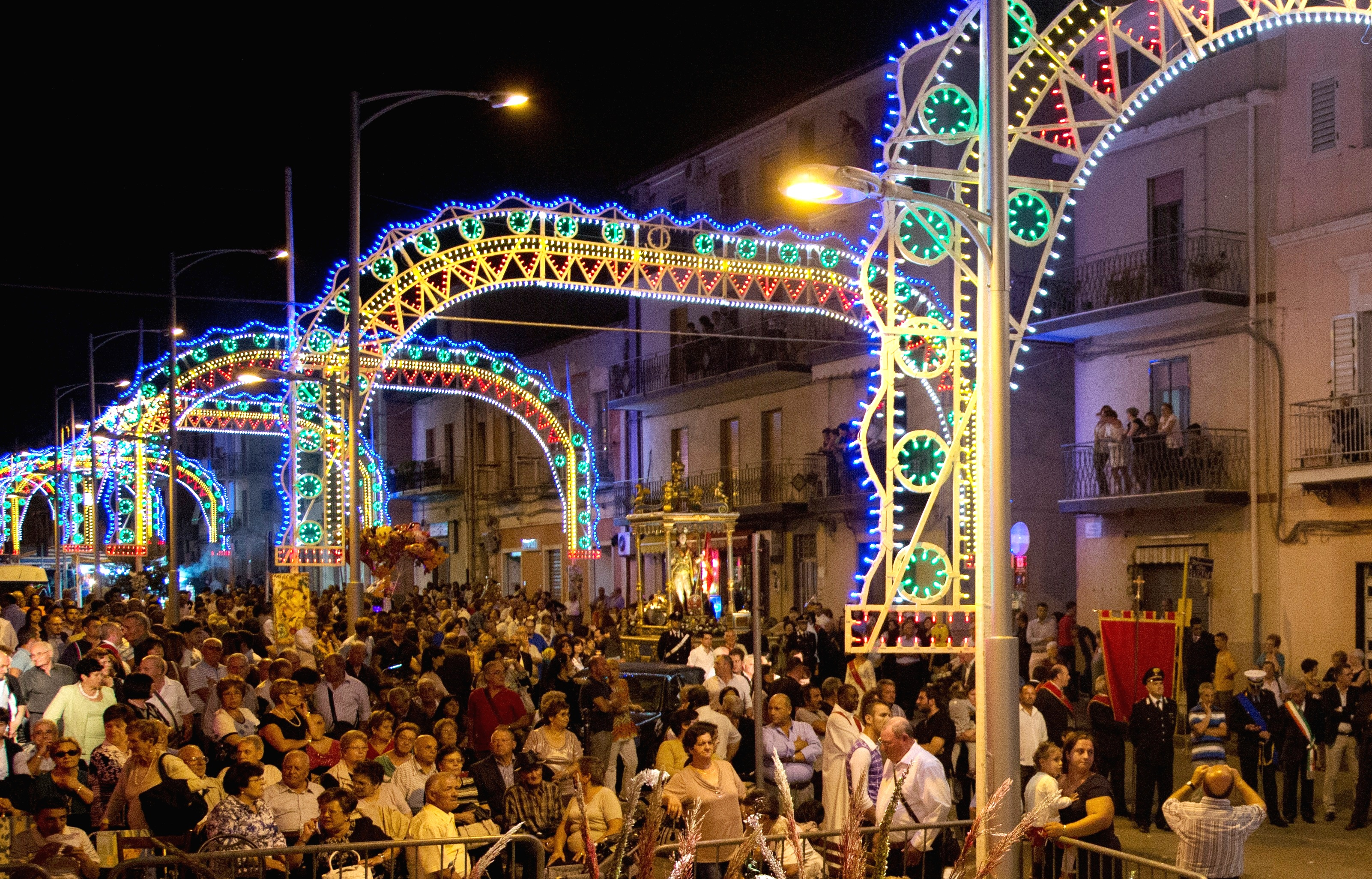
La processione di san Prospero martire; ultima domenica di settembre

La penultima domenica di settembre si festeggia la compatrona, Maria Santissima delle Grazie.
Dal giovedì al sabato seguente, il triduo di preghiera in onore del Patrono, e l'ultima domenica di settembre la solennità di San Prospero martire.

## Economia
Le attività principali sono l'agricoltura (grano, agrumeti, ortaggi) e l'artigianato (lavorazione del legno e del ferro). Proprio per gli innumerevoli campi di frumento che la circondano, ha l'appellativo di "città del grano".

## Amministrazione

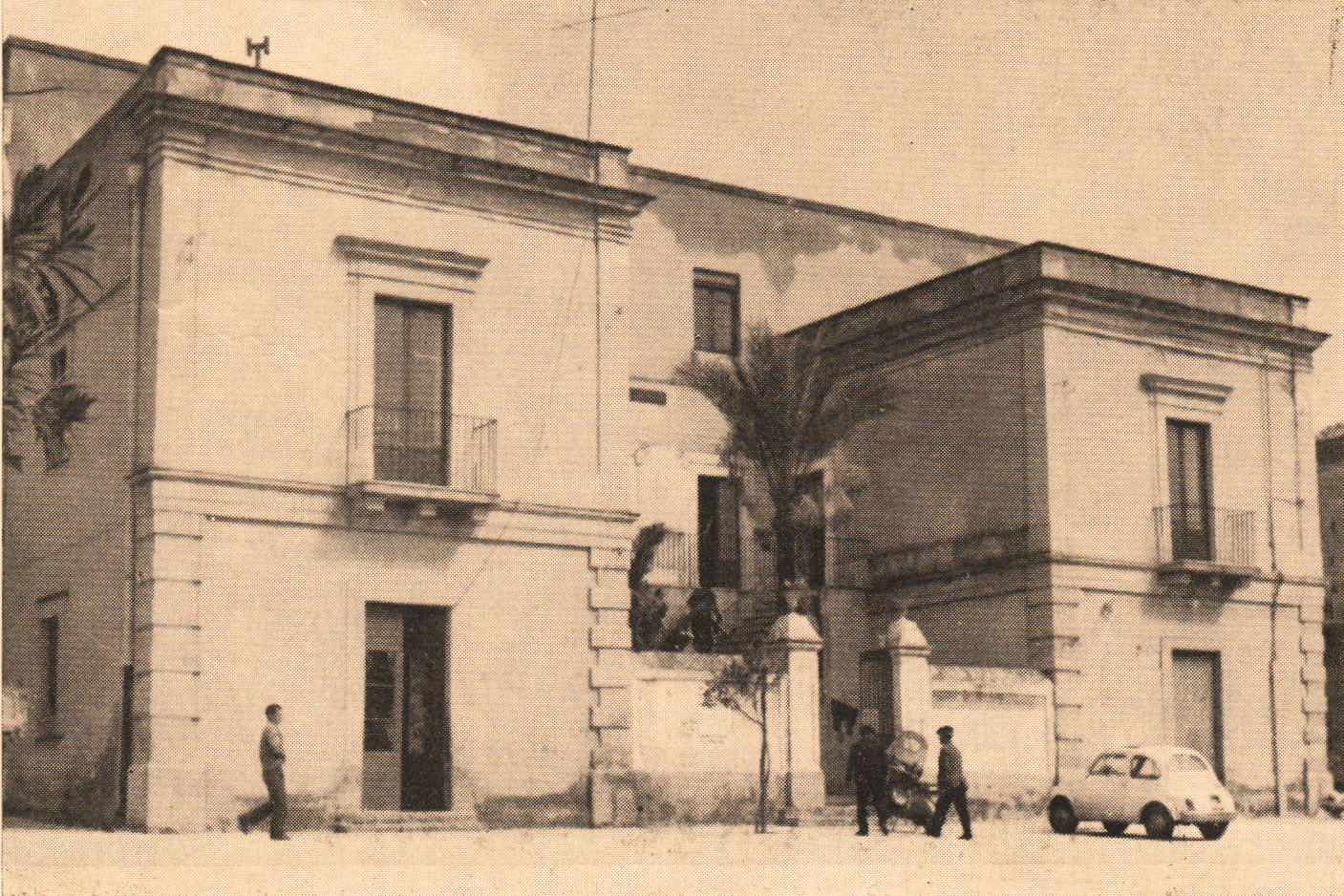
Palazzo dei principi Riggio - 1733. È stato anche residenza municipale dal 1819 al 1976 quando fu demolito

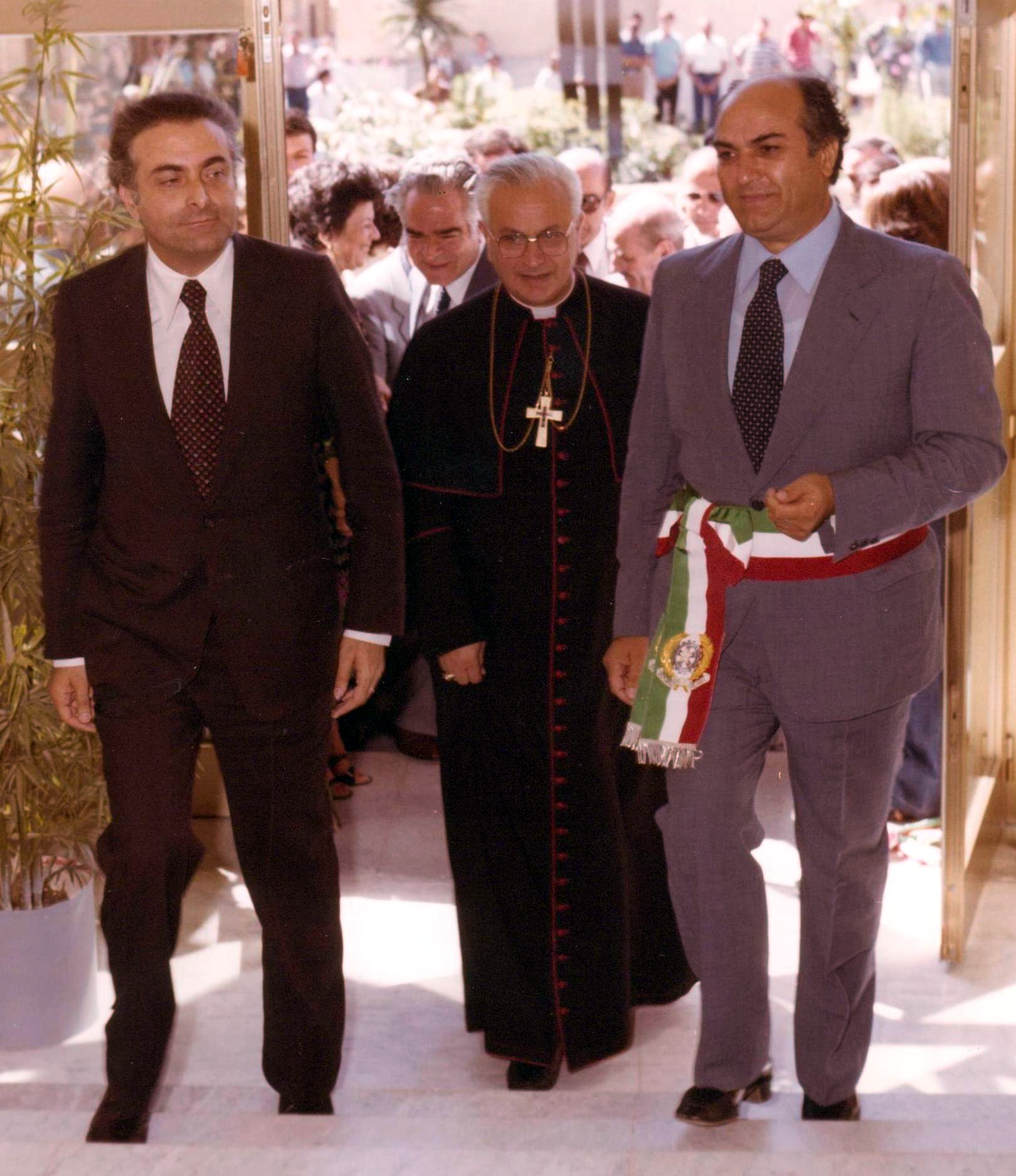
Il presidente della Regione Siciliana on. Piersanti Mattarella in visita a Catenanuova accolto dal sindaco on. Mario Mazzaglia e dal vescovo di Nicosia mons. Salvatore Di Salvo - 23 settembre 1979

Di seguito è presentata una tabella relativa alle amministrazioni che si sono succedute in questo comune.
| Periodo         | Periodo          | Primo cittadino                           | Partito                     | Carica                | Note |
| --------------- | ---------------- | ----------------------------------------- | --------------------------- | --------------------- | ---- |
| 1731            | 1756             | Andrea Giuseppe Riggio Statella           |                             | Principe della Catena |      |
| 1756            | 1791             | Antonino Giuseppe Riggio                  |                             | Principe              |      |
| 1791            | 1873             | Leopoldo Grifeo di Partanna e discendenti |                             | Conti                 |      |
| 1873            | 1877             | Gaetano Filangieri di Satriano            |                             | Principe              |      |
| 1819            | 1824             | Giuseppe Mangani                          |                             | Sindaco               |      |
| 1825            | 1825             | Paolo Scravaglieri                        |                             | Sindaco               |      |
| 1826            | 1833             | Giuseppe Gianninò                         |                             | Sindaco               |      |
| 1834            | 1840             | Vincenzo Gianninò                         |                             | Sindaco               |      |
| 1841            | 1843             | Giuseppe Mangano                          |                             | Sindaco               |      |
| 1844            | 1845             | Orazio Passalacqua                        |                             | Sindaco               |      |
| 1846            | 1848             | Angelo Scravaglieri                       |                             | Sindaco               |      |
| 1849            | 1849             | Giuseppe Mangano                          |                             | Sindaco               |      |
| 1850            | 1853             | Vincenzo Trigona                          |                             | Sindaco               |      |
| 1853            | 1854             | Giuseppe Millauro                         |                             | Sindaco               |      |
| 1854            | 1855             | Prospero Di Benedetto                     |                             | Sindaco               |      |
| 1856            | 1860             | Vincenzo Mammana                          |                             | Sindaco               |      |
| 1861            | 1862             | Pietro Alessi                             |                             | Sindaco               |      |
| 1863            | 1866             | Giuseppe Vasta                            |                             | Sindaco               |      |
| 1867            | 1869             | Vito Scavone                              |                             | Sindaco               |      |
| 1870            | 1872             | Prospero Gianninò                         |                             | Sindaco               |      |
| 1873            | 1876             | Francesco Procaccianti                    |                             | Sindaco               |      |
| 1877            | 1881             | Prospero Gianninò                         |                             | Sindaco               |      |
| 1884            | 1884             | Orazio Passalacqua                        |                             | Sindaco               |      |
| 1903            | 1903             | Vincenzo Mammana                          |                             | Sindaco               |      |
| 1905            | 1905             | Salvatore Tornatore                       |                             | Sindaco               |      |
| 1910            | 1910             | Francesco Procaccianti                    |                             | Sindaco               |      |
| 1917            | 1917             | Domenico Matisi                           |                             | Sindaco               |      |
| 1921            | 1923             | Giovanni Di Benedetto                     |                             | Sindaco               |      |
| 1927            | 1927             | Orazio Passalacqua                        |                             | Podestà               |      |
| 1934            | 1934             | Antonino Balsamo                          |                             | Podestà               |      |
| 1935            | 1935             | Ermanno Gandolfi                          |                             | Podestà               |      |
| 1938            | 1938             | Guglielmo Floritta                        |                             | Podestà               |      |
| 1938            | 1938             | Salvatore Puglisi                         |                             | Podestà               |      |
| 1938            | 1938             | Antonio Giunta                            |                             | Podestà               |      |
| 1944            | 1944             | Nicolò Bua                                | Partito Socialista Italiano | Sindaco               |      |
| 1945            | 1945             | Agatino Di Benedetto                      | Democrazia Cristiana        | Sindaco               |      |
| 1946            | 1948             | Nicolò Bua                                | Partito Socialista Italiano | Sindaco               |      |
| 1948            | 1948             | Salvatore Cocina                          | Partito Socialista Italiano | Sindaco               |      |
| 1949            | 1953             | Prospero Lo Iacona                        | Democrazia Cristiana        | Sindaco               |      |
| 1956            | 1956             | Nicolò Bua                                | Partito Socialista Italiano | Sindaco               |      |
| 1957            | 1960             | Roberto Zinna                             | Partito Socialista Italiano | Sindaco               |      |
| 1960            | 1960             | Orazio Passalacqua                        | Partito Socialista Italiano | Sindaco               |      |
| 1961            | 1964             | Salvatore Salerno                         | Partito Socialista Italiano | Sindaco               |      |
| 1964            | 1969             | Salvatore Sanfilippo                      | Partito Socialista Italiano | Sindaco               |      |
| 1970            | 1975             | Pasqualino Bruno                          | Partito Socialista Italiano | Sindaco               |      |
| 1975            | 1985             | Mario Concetto Mazzaglia                  | Partito Socialista Italiano | Sindaco               |      |
| 1985            | 1987             | Gaetano Di Benedetto                      | Democrazia Cristiana        | Sindaco               |      |
| 1987            | 1990             | Fortunato Gatto Rotondo                   | Democrazia Cristiana        | Sindaco               |      |
| 21 maggio 1990  | 10 febbraio 1994 | Vincenzo Magistro                         | Partito Socialista Italiano | Sindaco               |      |
| 22 giugno 1994  | 25 maggio 1998   | Salvatore Zinna                           | Partito Socialista Italiano | Sindaco               |      |
| 6 novembre 1997 | 25 maggio 1998   | Onofrio Zaccone                           |                             | Comm. regionale       |      |
| 25 maggio 1998  | 27 maggio 2003   | Mario Concetto Mazzaglia                  | lista civica                | Sindaco               |      |
| 27 maggio 2003  | 17 giugno 2008   | Mario Concetto Mazzaglia                  | lista civica                | Sindaco               |      |
| 17 giugno 2008  | 11 giugno 2013   | Aldo Ubaldo Biondi                        | lista civica                | Sindaco               |      |
| 11 giugno 2013  | 10 giugno 2018   | Aldo Ubaldo Biondi                        | PD - UDC                    | Sindaco               |      |
| 11 giugno 2018  | in carica        | Carmelo Giancarlo Scravaglieri            | lista civica                | Sindaco               |      |

### Gemellaggi
- Aci Catena
- Campofiorito